# Phare est de Grand Island
Le phare est de Grand Island (en anglais : Grand Island East Channel Light), est un phare du lac Supérieur situé à l'extrémité sud-est de Grand Island près de civil township de Munising dans le Comté d'Alger, Michigan.
Ce phare est inscrit au Registre national des lieux historiques depuis le 29 août 1980 sous le no 80004835 .

## Historique
Le phare du chenal de Grand Island est un phare situé juste au nord de Munising, qui guidait les bateaux du lac Supérieur à travers le chenal à l'est de Grand Island jusqu'au port de Munising. Construit en bois, le feu a ouvert ses portes pour la première fois en 1868. La lumière était très difficile à voir du lac Supérieur, et l'entretien de la lumière était très difficile, de sorte que les feux d'alignement de Munising ont été construits (phare arrière de Munising et phare avant de Munising Le phare du chenal a été retiré du service en 1908 ou 1913.

### Préservation
Le phare a été gravement négligé et risquait d'être emporté par l'érosion. Le "Grand Island East Channel Lighthouse Rescue Committee" a été officiellement formé. Une collecte de fonds privée a été faite et des travaux de restauration ont été entrepris rendant le bâtiment plus pittoresque et attrayante pour les touristes et les photographes de passage.
En 2000, 85 bénévoles ont travaillé régulièrement pendant trente jours et ont achevé 75% d'une digue de 300 pieds de long (91 m) pour protéger la lumière. En 2000, la lumière a été restaurée et le mur achevé.

## Description
Le phare  est une tour carrée en bois à claire-voie de 15 m de haut, avec une  galerie et une lanterne, attenante à une maison de gardien en bois.
Identifiant : ARLHS : USA-328 .

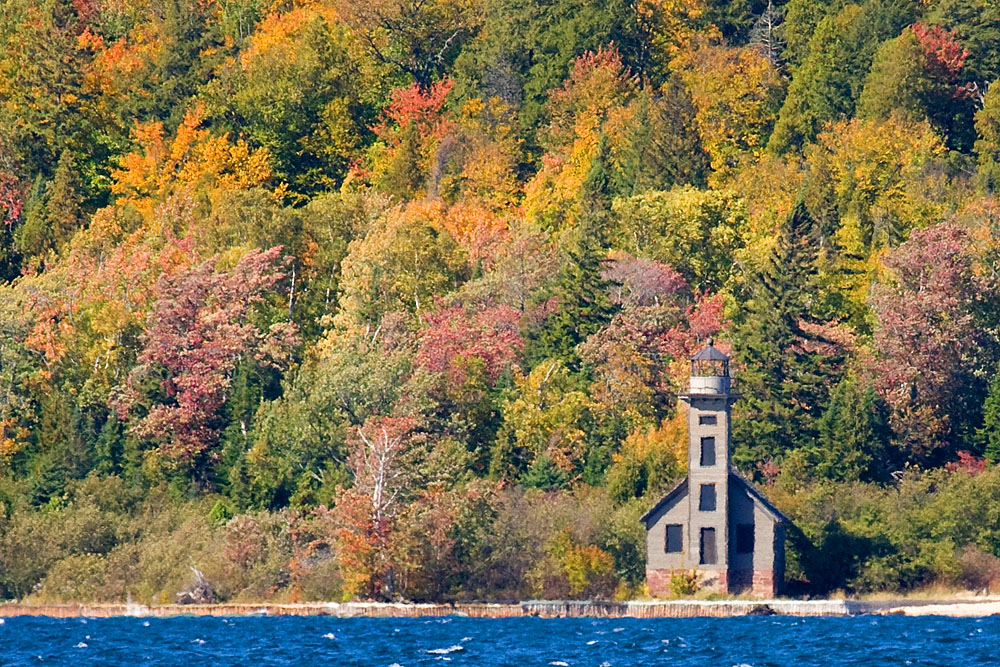
Grand Island
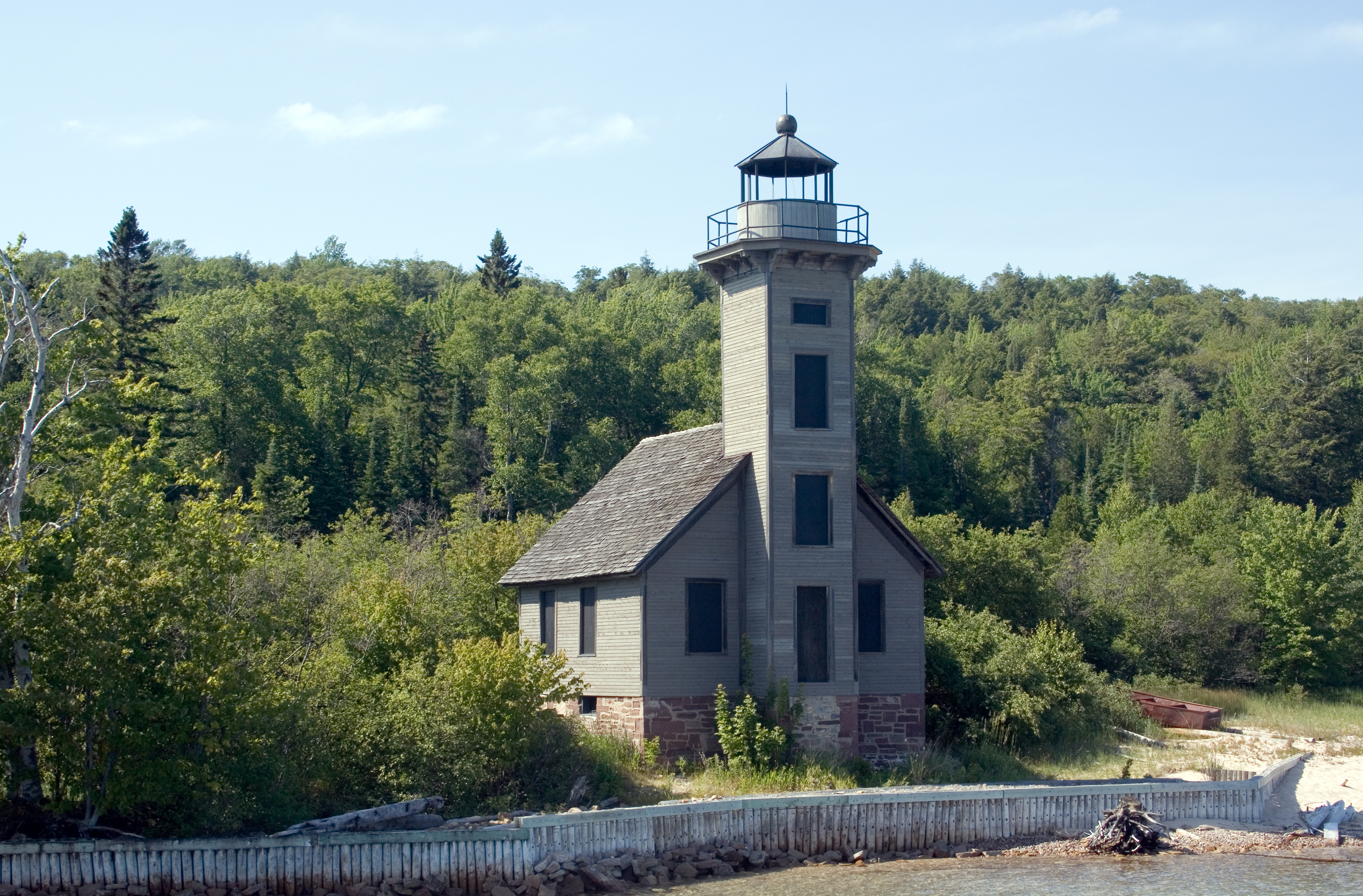
Le phare

### Lien connexe
- Liste des phares au Michigan